# Station Kruiningen-Yerseke
Kruiningen-Yerseke is een spoorwegstation aan de spoorlijn Roosendaal - Vlissingen, ook wel "Zeeuwse Lijn" genoemd. Het station werd geopend op 1 juli 1868 en ligt aan de rand van een industrieterrein tussen de dorpen Kruiningen en Yerseke, beide behorend tot de gemeente Reimerswaal.
Het stationsgebouw verrees naar het standaardontwerp SS vijfde klasse. Een overweg verbindt het eilandperron met het ten zuiden van de sporen gelegen stationsgebouw, een fietsenstalling en een bushalte. Ook is er een grote parkeerplaats (een P+R-terrein) aanwezig. Sinds 2006 zijn de wachtruimte en de toiletten niet langer toegankelijk voor reizigers. Het stationsgebouw is door TenneT ingericht als informatiecentrum voor de nieuwe hoogspanningslijn tussen Borssele en Rilland.

## Treindienst
Station Kruiningen-Yerseke werd tot en met dienstregeling 2012 ieder uur in beide richtingen aangedaan door de intercity Vlissingen - Amsterdam Centraal en de stoptrein Vlissingen - Roosendaal. Sinds de opheffing van de veerdienst Kruiningen - Perkpolder (in 2003), die het station veel reizigers uit Zeeuws-Vlaanderen bezorgde, is het aantal in- en uitstappers op het station flink gedaald. Het stoppen van de intercity in station Kruiningen-Yerseke heeft hierdoor al meerdere malen ter discussie gestaan en in de dienstregeling 2022, die per 12 december 2021 is ingevoerd, stopt nog maar een van de twee intercity's die door de week overdag op dit traject rijden op dit station.
| Serie | Treinsoort     | Route | Bijzonderheden |
| ----- | -------------- | --- | --- |
| 2200  | Intercity (NS) | Amsterdam Centraal – Amsterdam Sloterdijk – Haarlem – Leiden Centraal – Den Haag HS – Delft – Schiedam Centrum – Rotterdam Centraal – Dordrecht – Roosendaal – Kruiningen-Yerseke – Vlissingen | Rijdt op weekdagen overdag 1x/uur en vormt een halfuurdienst met series 2300 (tussen Amsterdam Centraal en Roosendaal) en 6500 (tussen Roosendaal en Vlissingen). 's Avonds en in het weekend rijdt deze serie 2x/uur. |
| 6500  | Sprinter (NS)  | Roosendaal – Bergen op Zoom – Kruiningen-Yerseke – Goes – Middelburg – Vlissingen | Rijdt doordeweeks 1x per uur. Rijdt niet 's avonds en in het weekend. |

In de late avond rijdt de op een na laatste Intercity richting Amsterdam Centraal niet verder dan Rotterdam Centraal. De laatste Intercity rijdt zelfs niet verder dan Roosendaal. Deze twee laatste treinen stoppen tot Roosendaal op alle tussengelegen stations.

## Voor- en natransport
De volgende buslijnen stoppen bij station Kruiningen-Yerseke:
| Lijn | Route                                                                                | Vervoerder | Soort     | Opmerkingen                              |
| ---- | ------------------------------------------------------------------------------------ | ---------- | --------- | ---------------------------------------- |
| 594  | Rilland - Krabbendijke - Oostdijk - Waarde - Kruiningen - Station Kruiningen-Yerseke | Connexxion | Buurtbus  | Rijdt niet 's avonds en in het weekend   |
| 599  | Wemeldinge - Kapelle - Biezelinge - Hansweert - Station Kruiningen-Yerseke - Yerseke | Connexxion | Buurtbus  | Rijdt niet 's avonds en in het weekend   |
| 992  | Wemeldinge - Kapelle - Biezelinge - Hansweert - Station Kruiningen-Yerseke - Yerseke | GVC        | Haltetaxi | Rijdt alleen 's avonds en in het weekend |

## Galerij

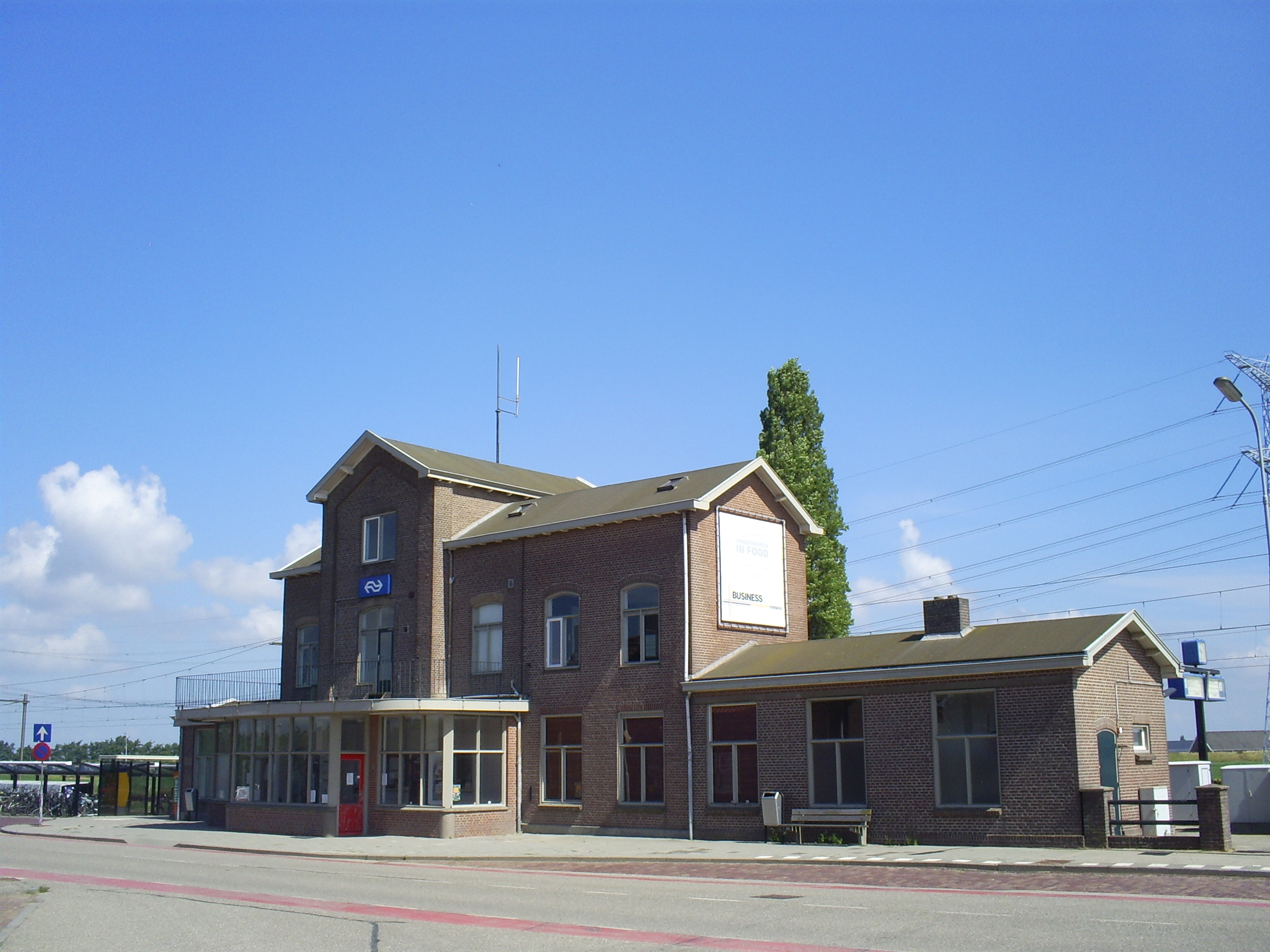
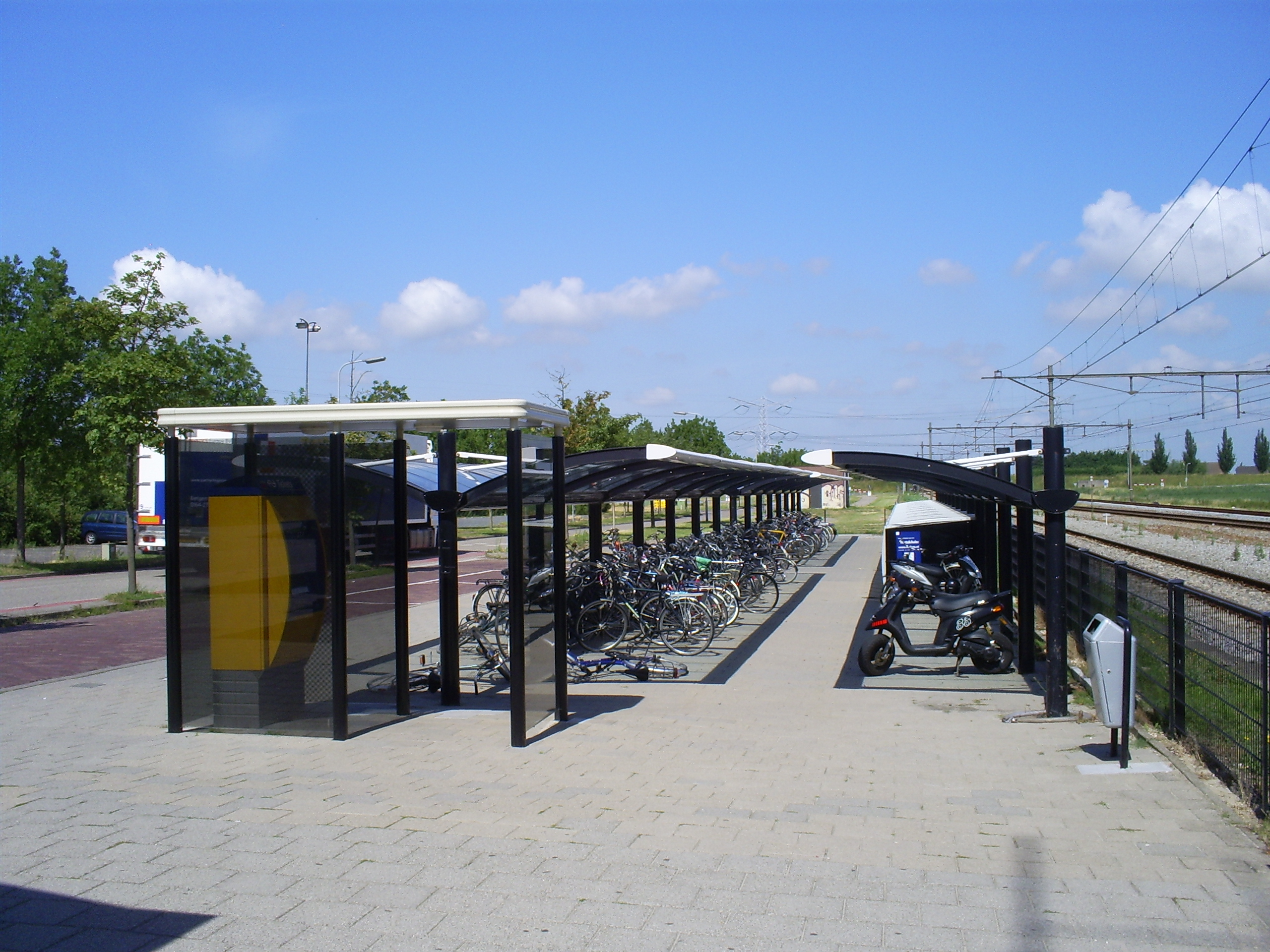
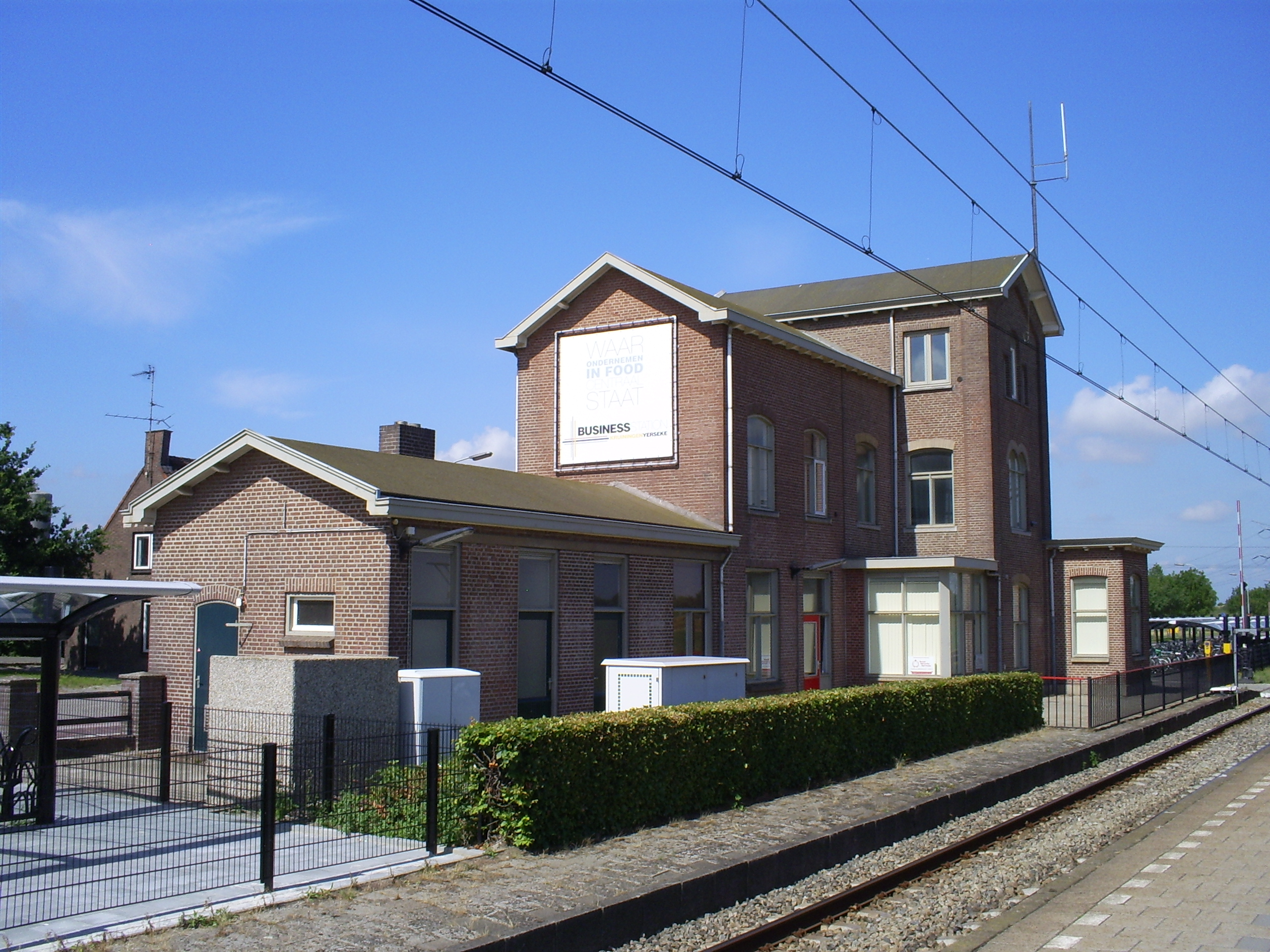
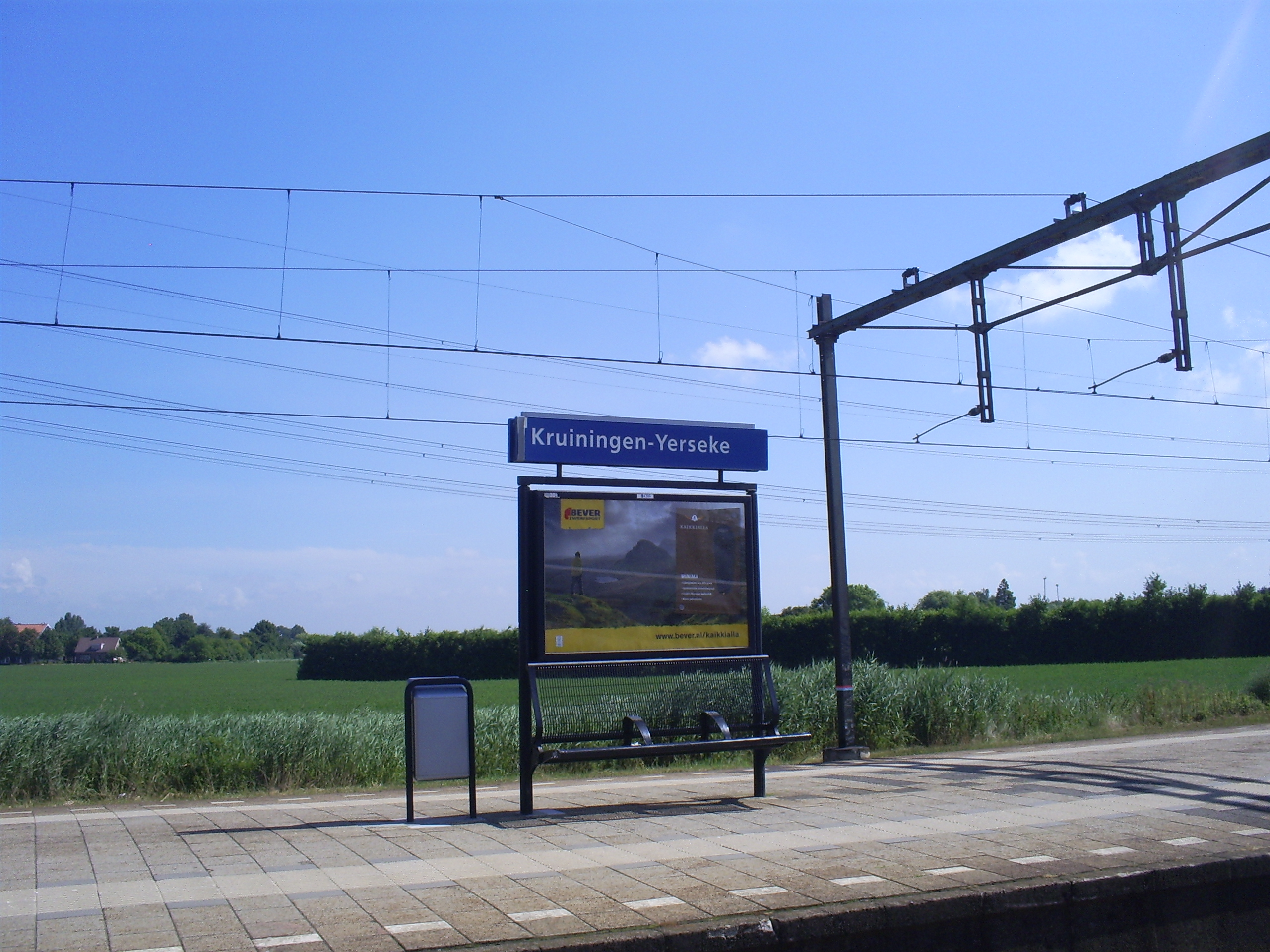
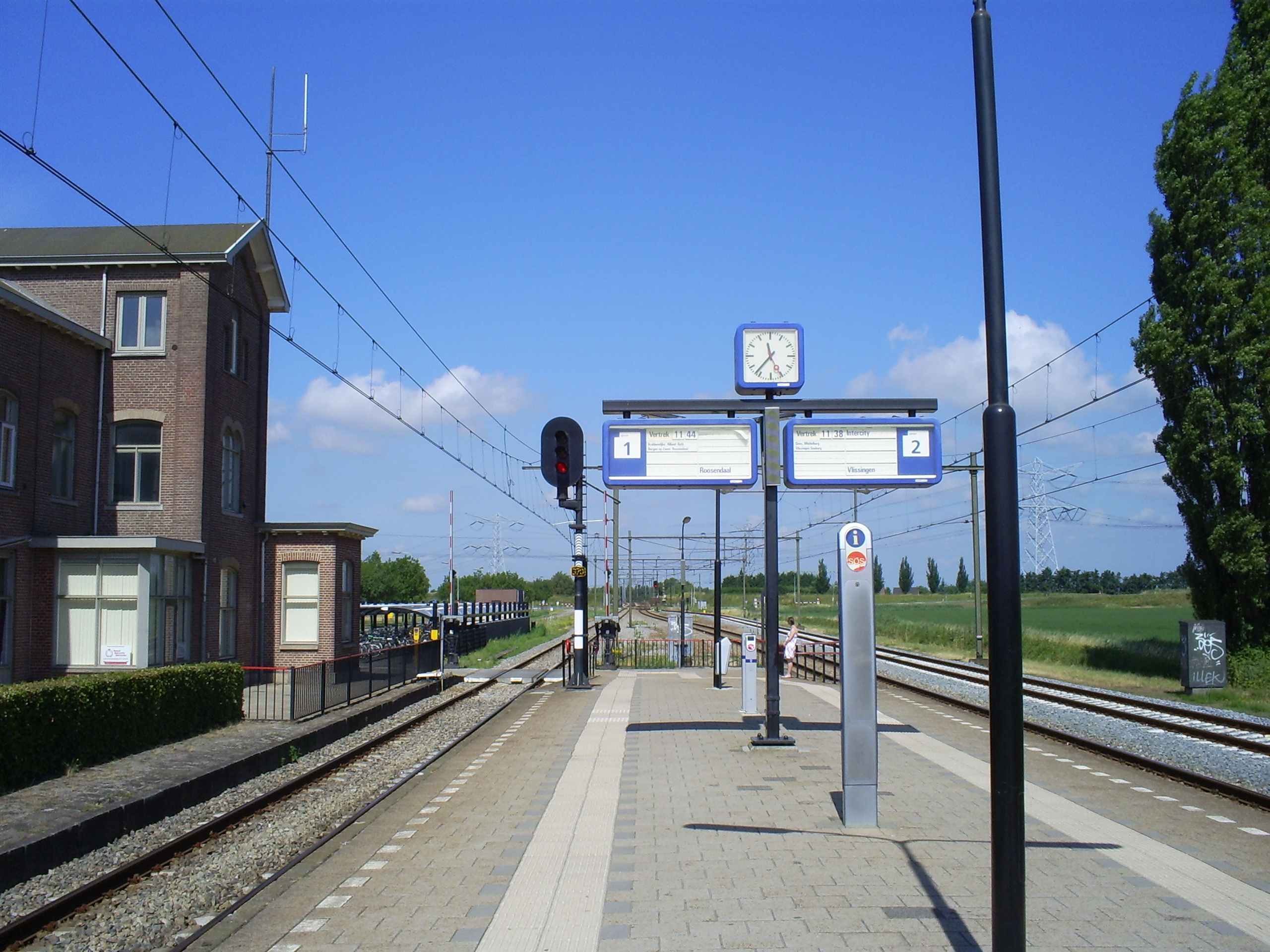
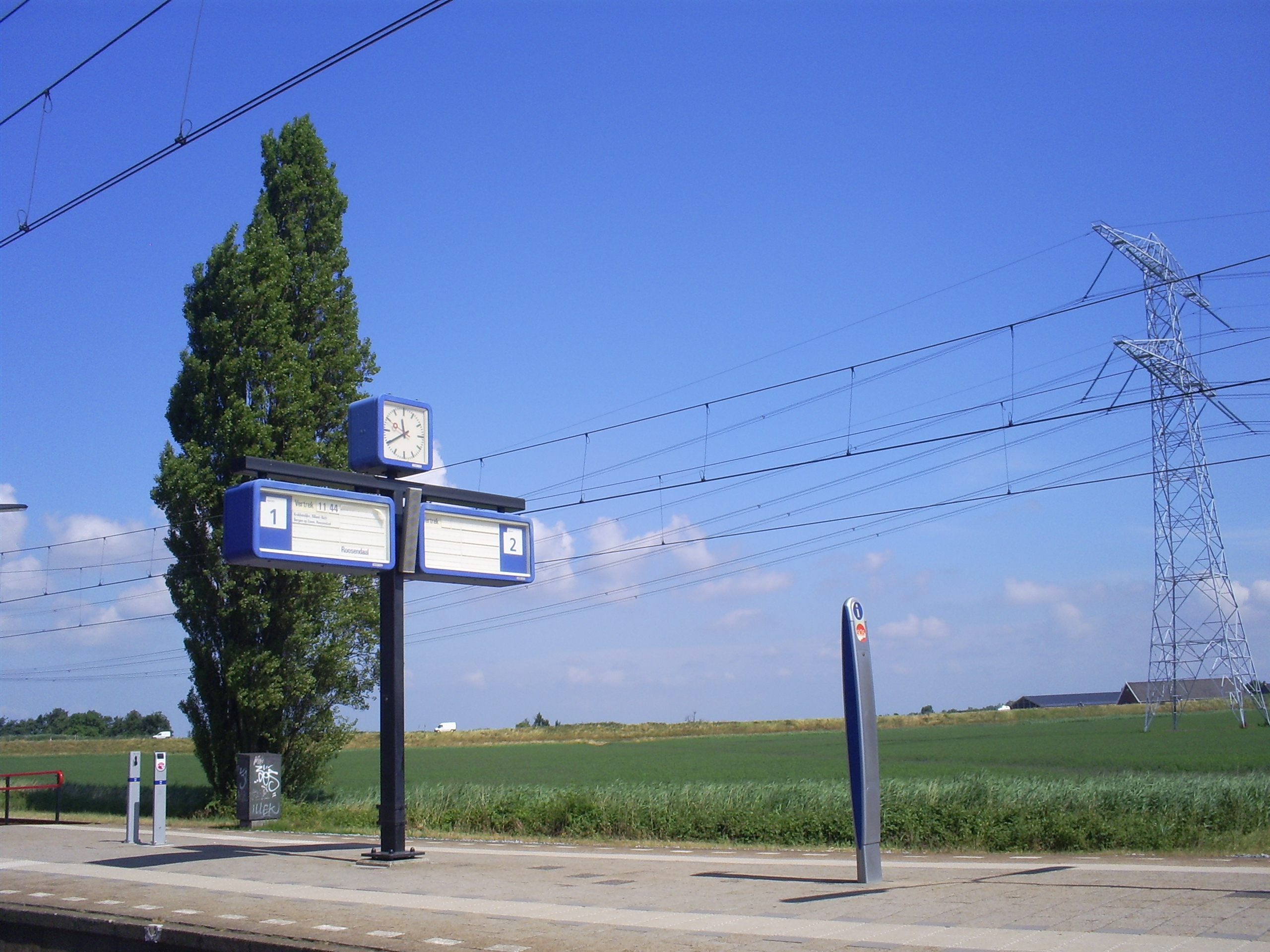
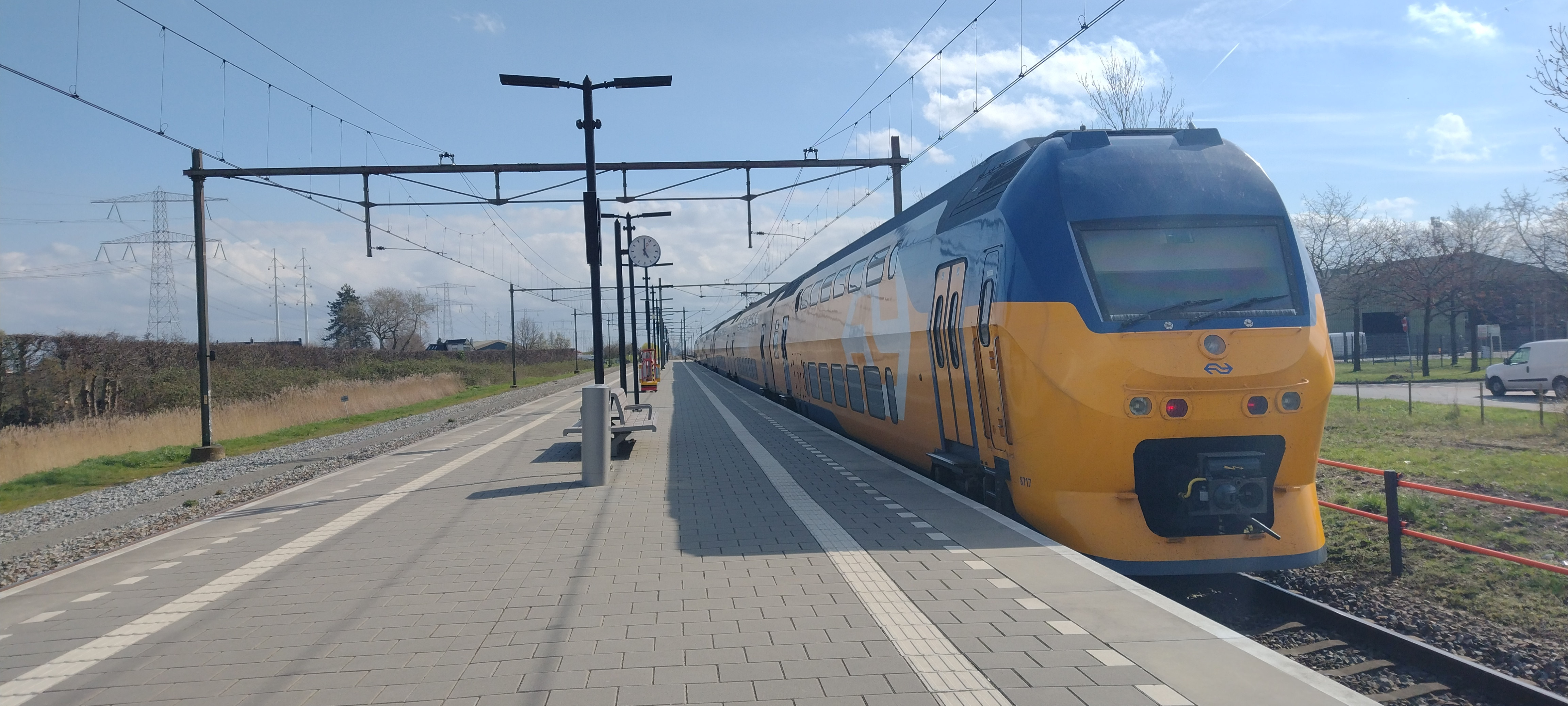
VIRMm2/3 op het station
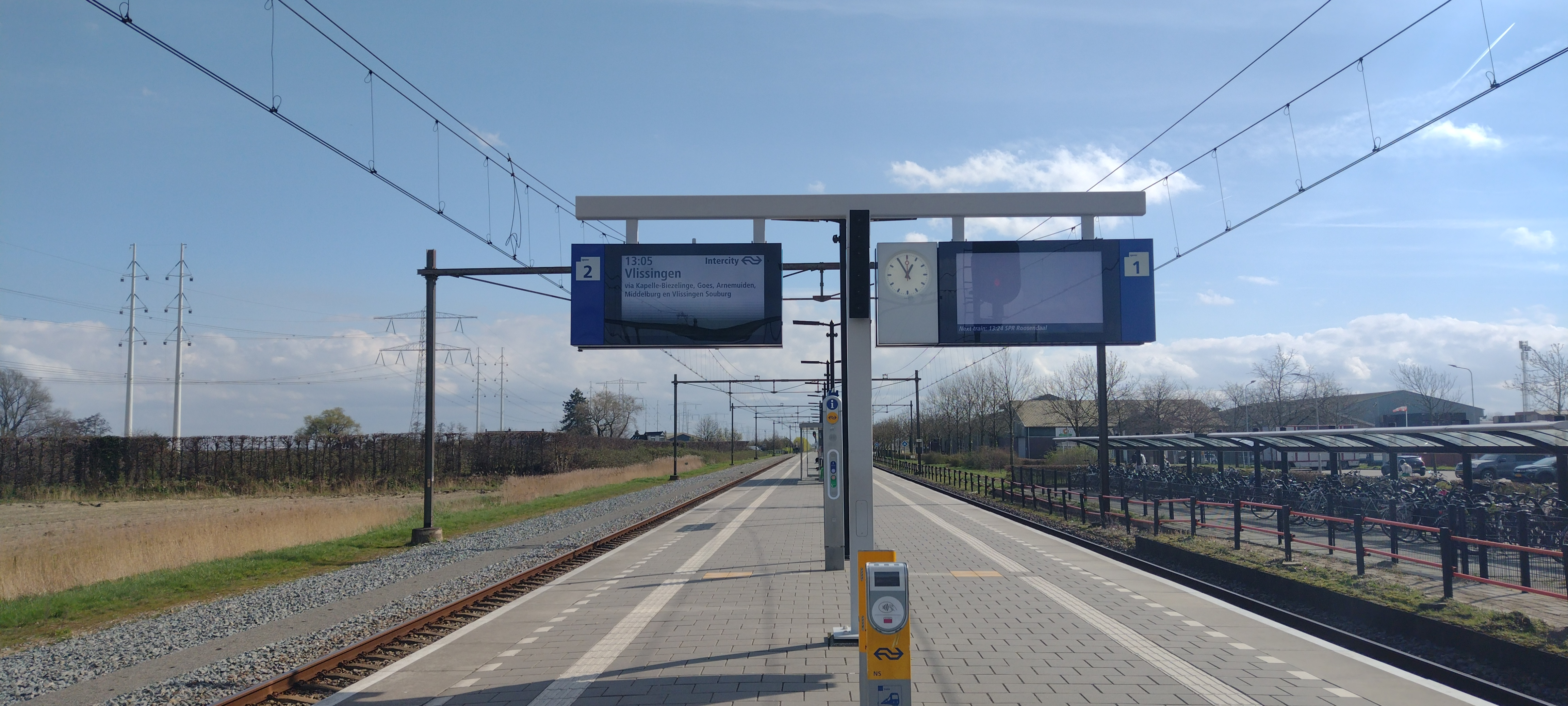
Perron in 2024

0,0: Roosendaal ·
6,6: Wouw ·
12,5: Bergen op Zoom ·
18,4: Woensdrecht ·
28,2: Rilland-Bath ·
31,5: Krabbendijke ·
Oostdijk ·
38,2: Kruiningen-Yerseke ·
40,3: Vlake ·
44,1: Kapelle-Biezelinge ·
49,2: Goes ·
54,3: 's-Heer Arendskerke ·
Noord Kraaijert ·
64,5: Arnemuiden ·
68,3: Middelburg ·
71,0: Oost Souburg ·
72,0: Vlissingen Souburg ·
73,7: Vlissingen Stad ·
74,4: Vlissingen
Arnemuiden · 
Goes · 
Kapelle-Biezelinge · 
Krabbendijke · 
Kruiningen-Yerseke · 
Middelburg · 
Rilland-Bath · 
Vlissingen · 
-Souburg
Voormalige stations: zie de lijst van voormalige spoorwegstations in Zeeland